# Distrito de Cahul
El distrito de Cahul (del moldavo: Raionul Cahul) es uno de los distritos raion del extremo suroeste de Moldavia. El centro administrativo (Oraş-reşedinţă) es la ciudad homónima de Cahul.

## División administrativa
Comprende la ciudad de Cahul con su pedanía Cotihana y las siguientes comunas:
- Alexanderfeld
- Alexandru Ioan Cuza
- Andruşul de Jos
- Andruşul de Sus
- Badicul Moldovenesc
- Baurci-Moldoveni
- Borceag
- Brînza
- Bucuria
- Burlacu
- Burlăceni
- Chioselia Mare
- Cîşliţa-Prut
- Colibași
- Crihana Veche
- Cucoara
- Doina
- Găvănoasa
- Giurgiuleşti
- Huluboaia
- Iujnoe
- Larga Nouă
- Lebedenco
- Lopăţica
- Luceşti
- Manta
- Moscovei
- Pelinei
- Roşu
- Slobozia Mare
- Taraclia de Salcie
- Tartaul de Salcie
- Tătăreşti
- Vadul lui Isac
- Văleni
- Zîrneşti

## Demografía
| Gráfica de evolución de Distrito de Cahul entre 1959 y 2014 |
|                                                             |

## Galería

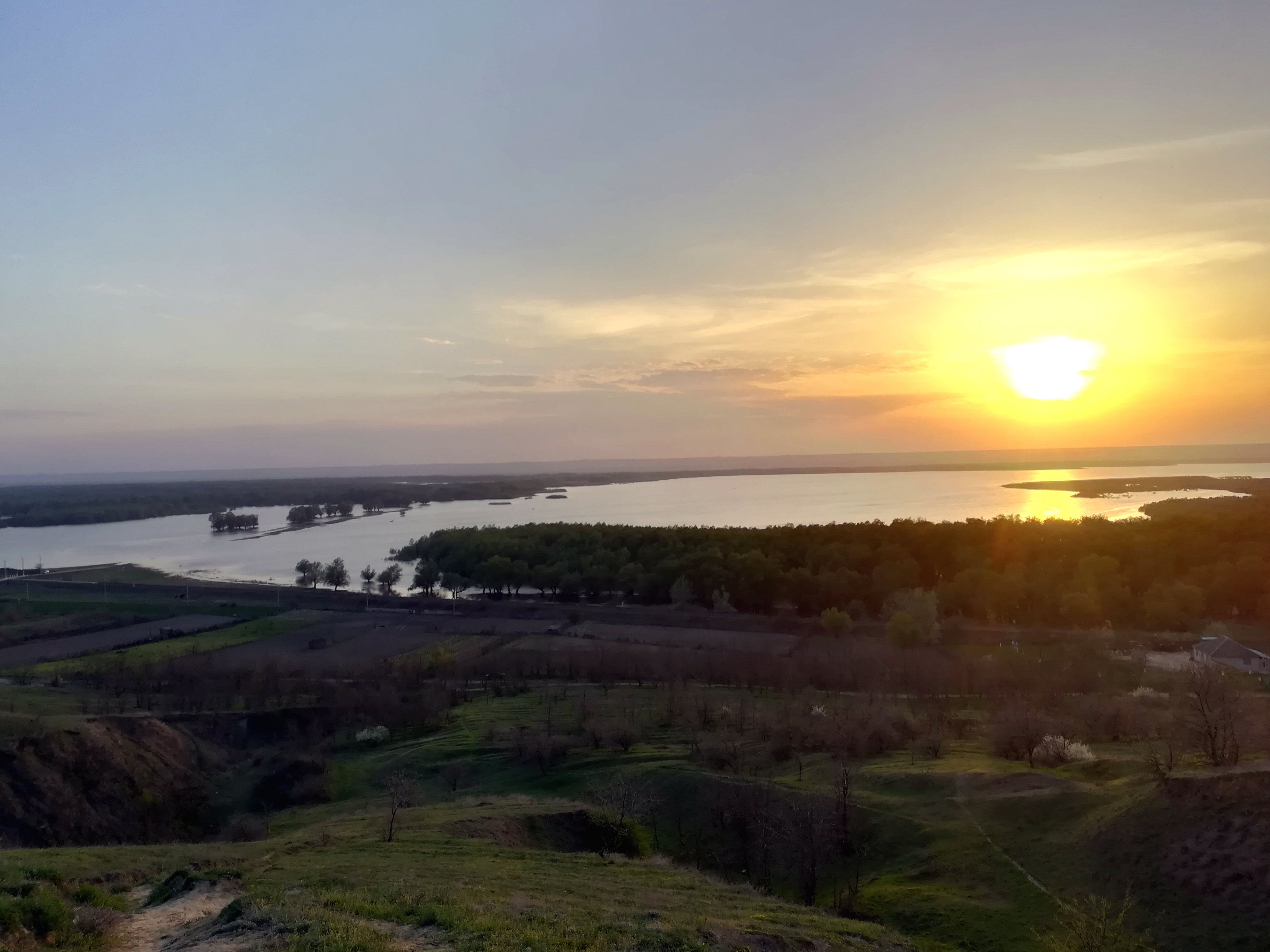
Puesta de sol en Lacul Beleu
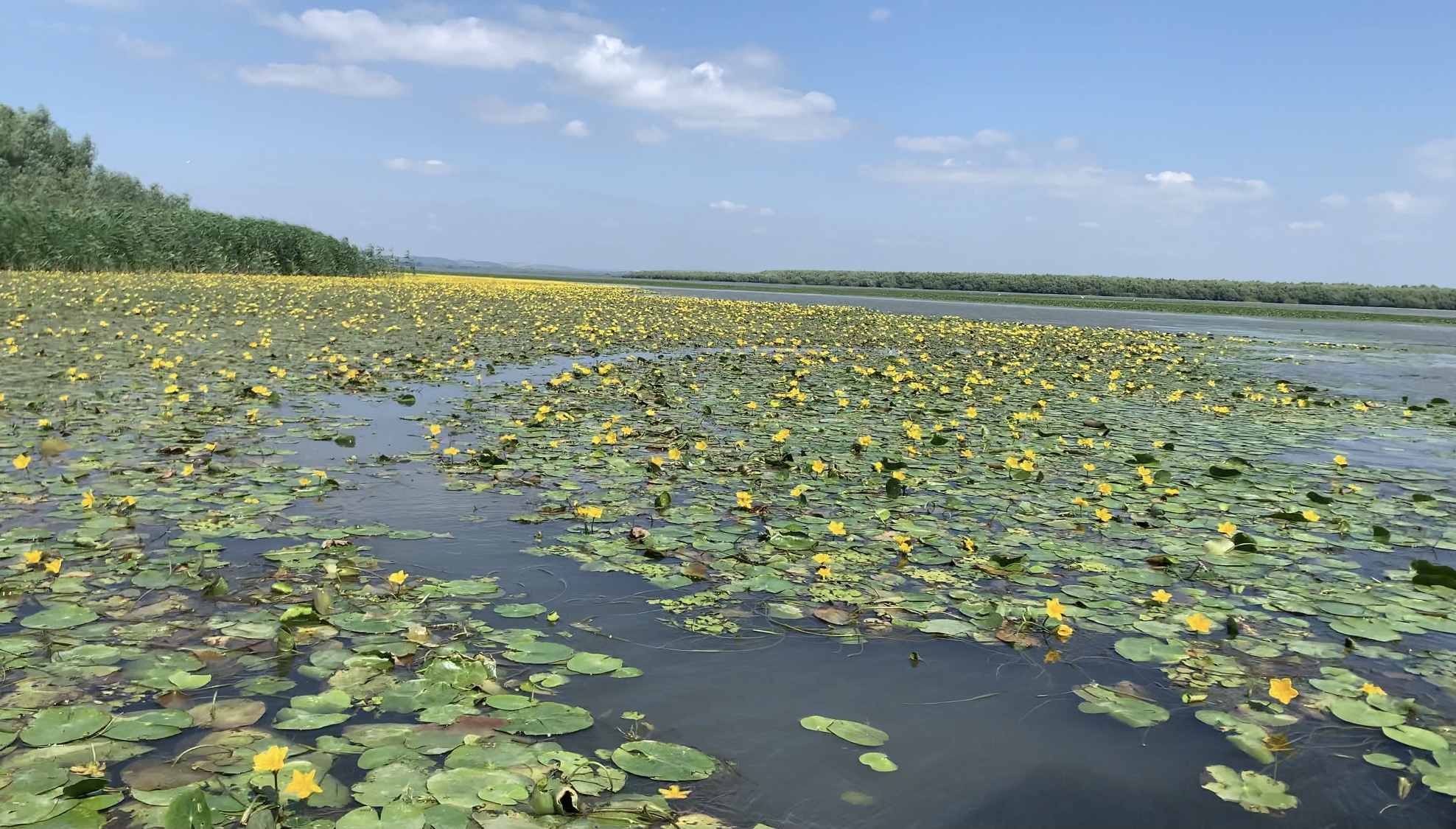
Islas de plutică
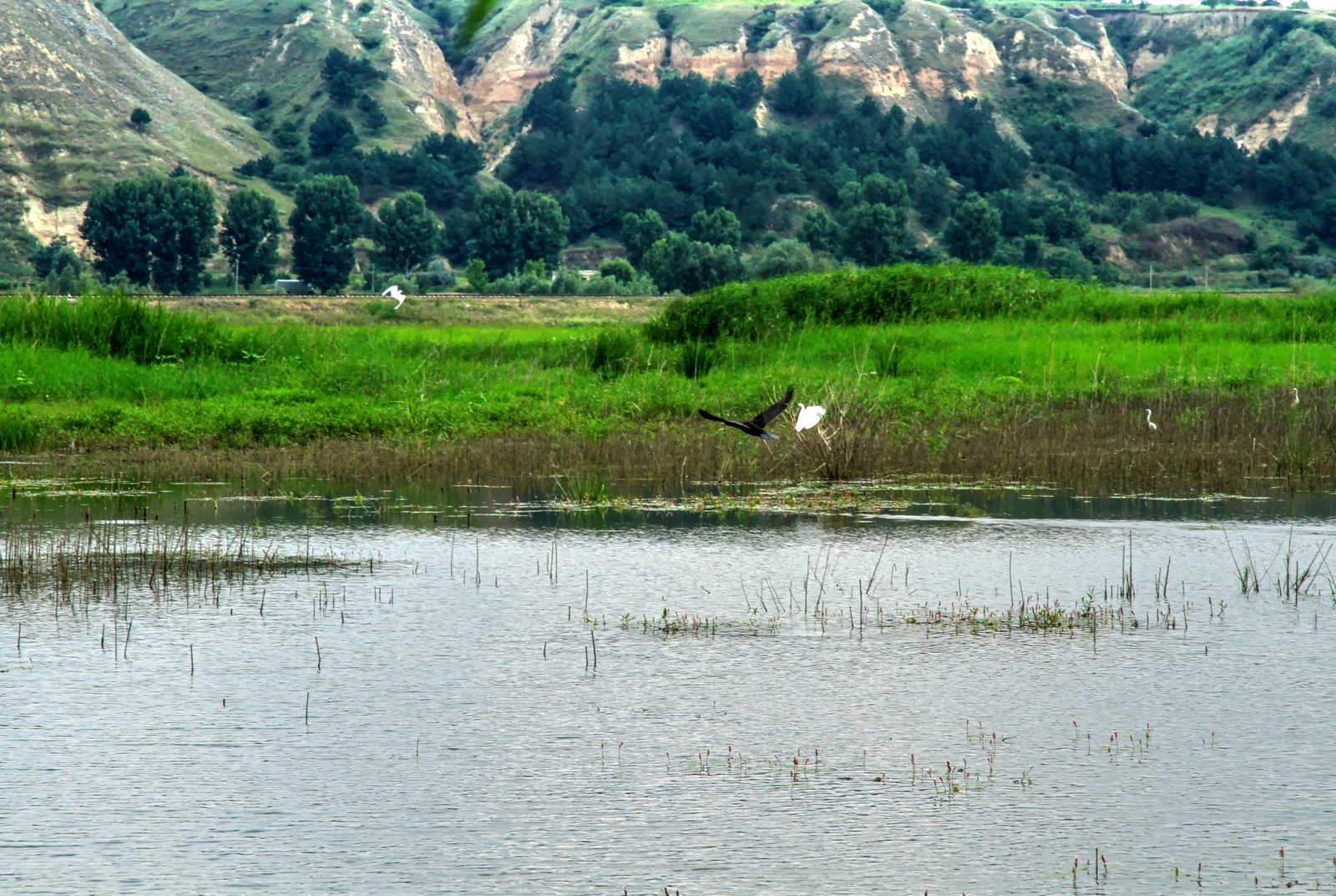
Văleni
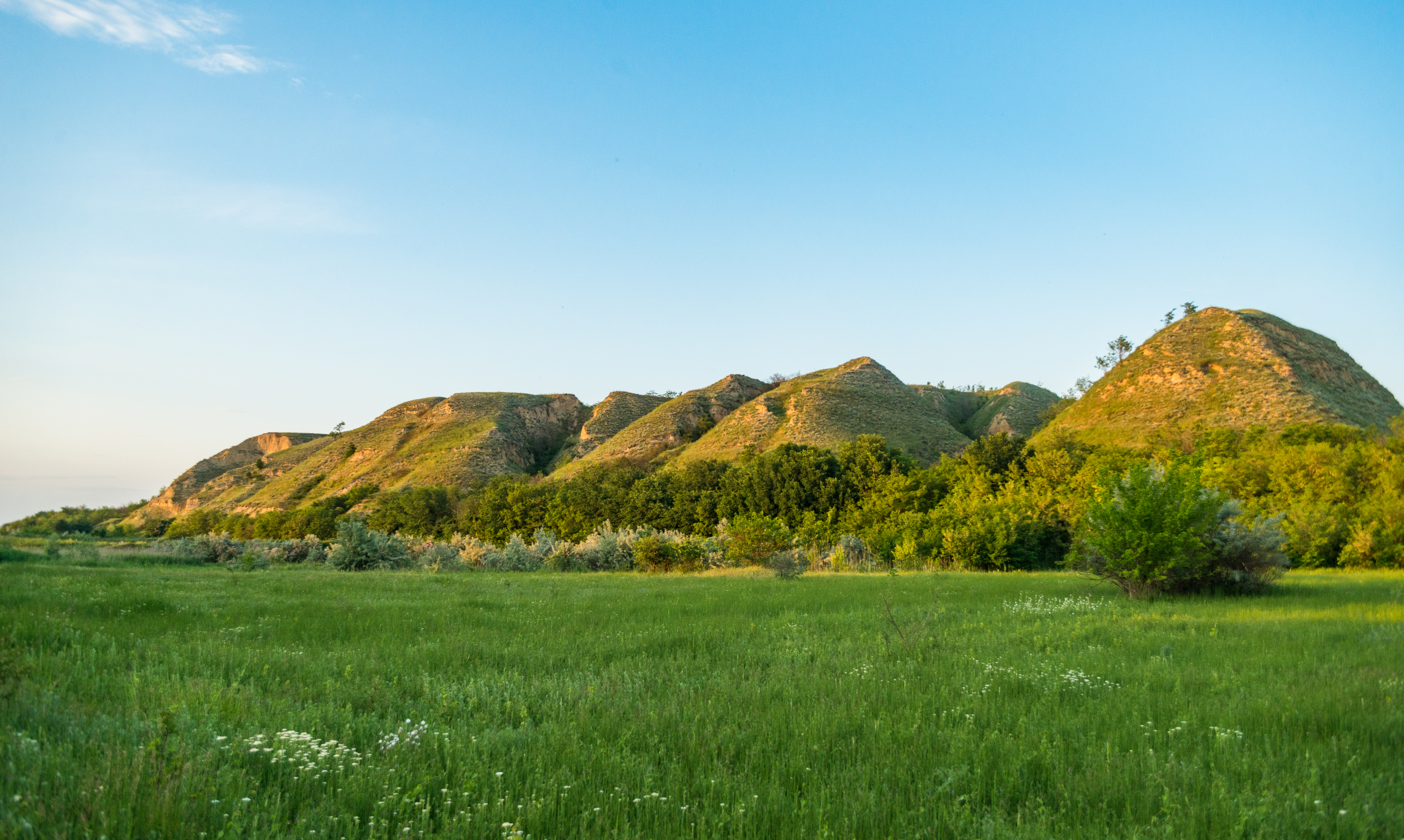
Cerca de Văleni